# Soudorgues
Soudorgues est une commune française située dans l'ouest du département du Gard, en région Occitanie.
Exposée à un climat méditerranéen, elle est drainée par la Salindrenque et par divers autres petits cours d'eau. Incluse dans les Cévennes, la commune possède un patrimoine naturel remarquable : un site Natura 2000 (la « vallée du Gardon de Saint-Jean ») et trois zones naturelles d'intérêt écologique, faunistique et floristique.
Soudorgues est une commune rurale qui compte 268 habitants en 2022, après avoir connu un pic de population de 880 habitants en 1821.  Ses habitants sont appelés les Soudorguais ou  Soudorguaises.

## Géographie
Soudorgues est située au sud-est des Cévennes, à 20 kilomètres à vol d'oiseau du mont Aigoual.
Le village, construit à 500 mètres d'altitude sur un promontoire au-dessus du confluent de la Salendrinque et d'un petit affluent, à l'abri côté nord d'une crête allant du Fageas (alt. 1 178 m) au mont Brion (alt. 815 m), jouit d'une exposition au sud favorable, que tempèrent seulement les redoutables orages cévenols.
La commune, relativement étendue, couvre la partie haute du bassin versant de la Salendrinque et déborde légèrement, au-delà du col de Mercou, sur la vallée du Gardon de Saint-Jean.

### Communes limitrophes
Les communes limitrophes sont  Colognac, L'Estréchure, Lasalle, Peyrolles-en-Cévennes, Saint-Martial, Sainte-Croix-de-Caderle et Val-d'Aigoual.

### Climat
Pour des articles plus généraux, voir Climat de l'Occitanie et Climat du Gard.
En 2010, le climat de la commune est de type climat méditerranéen franc, selon une étude s'appuyant sur une série de données couvrant la période 1971-2000. En 2020, Météo-France publie une typologie des climats de la France métropolitaine dans laquelle la commune est dans une zone de transition entre le climat de montagne et le climat méditerranéen et est dans la région climatique Provence, Languedoc-Roussillon, caractérisée par une pluviométrie faible en été, un très bon ensoleillement (2 600 h/an), un été chaud (21,5 °C), un air très sec en été, sec en toutes saisons, des vents forts (fréquence de 40 à 50 % de vents > 5 m/s) et peu de brouillards.
Pour la période 1971-2000, la température annuelle moyenne est de 12,2 °C, avec une amplitude thermique annuelle de 16,4 °C. Le cumul annuel moyen de précipitations est de 1 472 mm, avec 8,5 jours de précipitations en janvier et 4,3 jours en juillet. Pour la période 1991-2020, la température moyenne annuelle observée sur la station météorologique la plus proche, située sur la commune de Colognac à 4 km à vol d'oiseau, est de 12,3 °C et le cumul annuel moyen de précipitations est de 1 502,4 mm,. Pour l'avenir, les paramètres climatiques de la commune estimés pour 2050 selon différents scénarios d'émission de gaz à effet de serre sont consultables sur un site dédié publié par Météo-France en novembre 2022.

### Milieux naturels et biodiversité

#### Espaces protégés
La protection réglementaire est le mode d’intervention le plus fort pour préserver des espaces naturels remarquables et leur biodiversité associée,.
Dans ce cadre, la commune fait partie de l'aire d'adhésion du Parc national des Cévennes. Ce  parc national, créé en 1967, est un territoire de moyenne montagne formé de cinq entités géographiques : le massif de l'Aigoual, le causse Méjean avec les gorges du Tarn et de la Jonte, le mont Lozère, les vallées cévenoles ainsi que le piémont cévenol.
La commune fait partie de la zone de transition des Cévennes, un territoire d'une superficie de 116 032 ha reconnu réserve de biosphère par l'UNESCO en 1985 pour la mosaïque de milieux naturels qui la composent et qui abritent une biodiversité exceptionnelle, avec 2 400 espèces animales, 2 300 espèces de plantes à fleurs et de fougères, auxquelles s’ajoutent d’innombrables mousses, lichens, champignons,.

#### Réseau Natura 2000

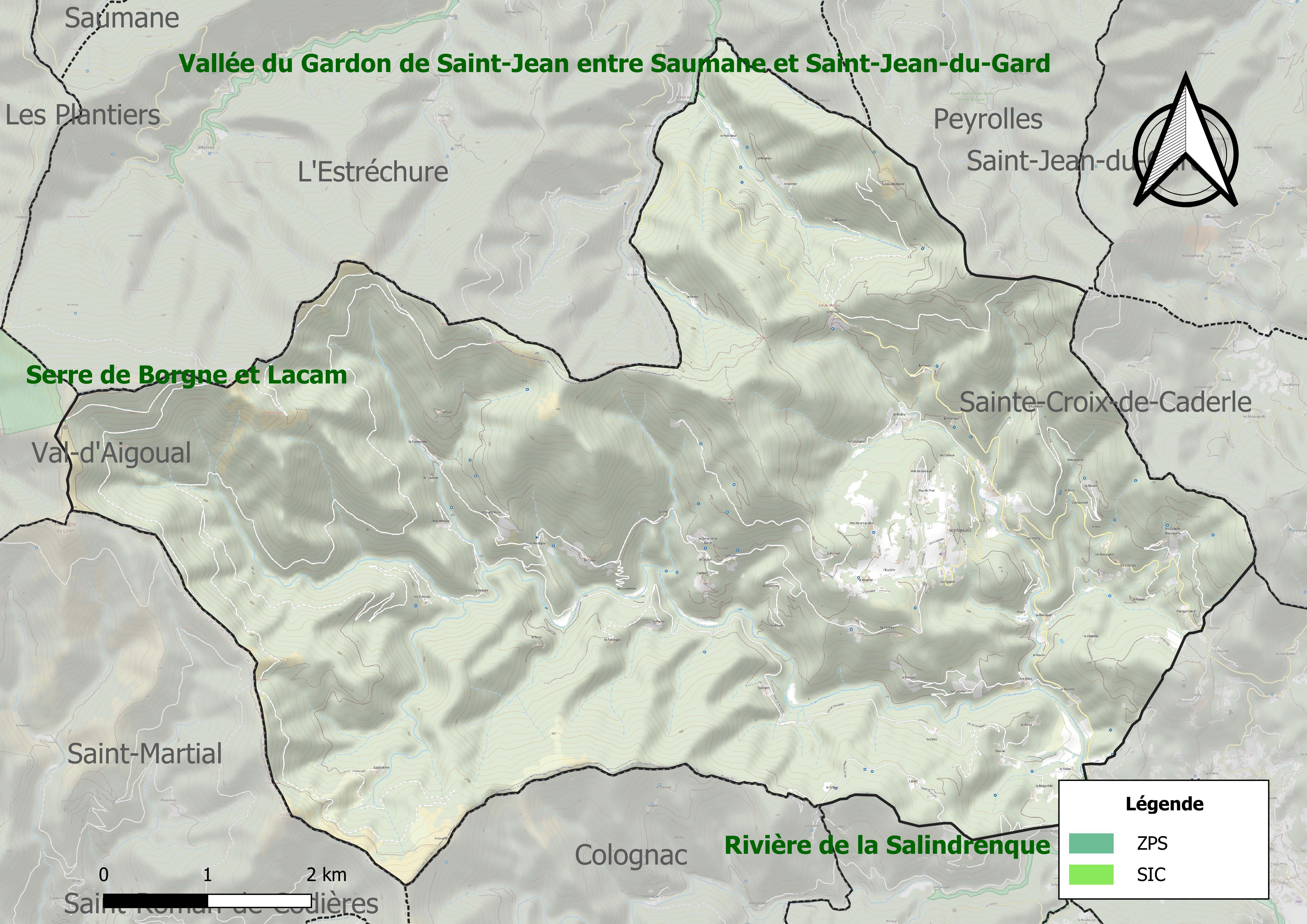
Site Natura 2000 sur le territoire communal.

Le réseau Natura 2000 est un réseau écologique européen de sites naturels d'intérêt écologique élaboré à partir des directives habitats et oiseaux, constitué de zones spéciales de conservation (ZSC) et de zones de protection spéciale (ZPS).
Un site Natura 2000 a été défini sur la commune au titre de la directive habitats : la « vallée du Gardon de Saint-Jean », d'une superficie de 19 020 ha, présentant une variété d’habitats naturels d’intérêt communautaire remarquables (22 génériques dont cinq prioritaires).

#### Zones naturelles d'intérêt écologique, faunistique et floristique
L’inventaire des zones naturelles d'intérêt écologique, faunistique et floristique (ZNIEFF) a pour objectif de réaliser une couverture des zones les plus intéressantes sur le plan écologique, essentiellement dans la perspective d’améliorer la connaissance du patrimoine naturel national et de fournir aux différents décideurs un outil d’aide à la prise en compte de l’environnement dans l’aménagement du territoire.
Deux ZNIEFF de type 1 sont recensées sur la commune :
la « rivière de la Salindrenque à Lasalle » (24 ha), couvrant 4 communes du département, et 
la « vallée du Gardon de Saint-Jean entre Saumane et Saint-Jean-du-Gard » (172 ha), couvrant 5 communes du département
et une ZNIEFF de type 2, : 
les « Hautes vallées des Gardons » (73 898 ha), couvrant 48 communes dont 27 dans le Gard et 21 dans la Lozère.

Carte des ZNIEFF de type 1 et 2 à Soudorgues.
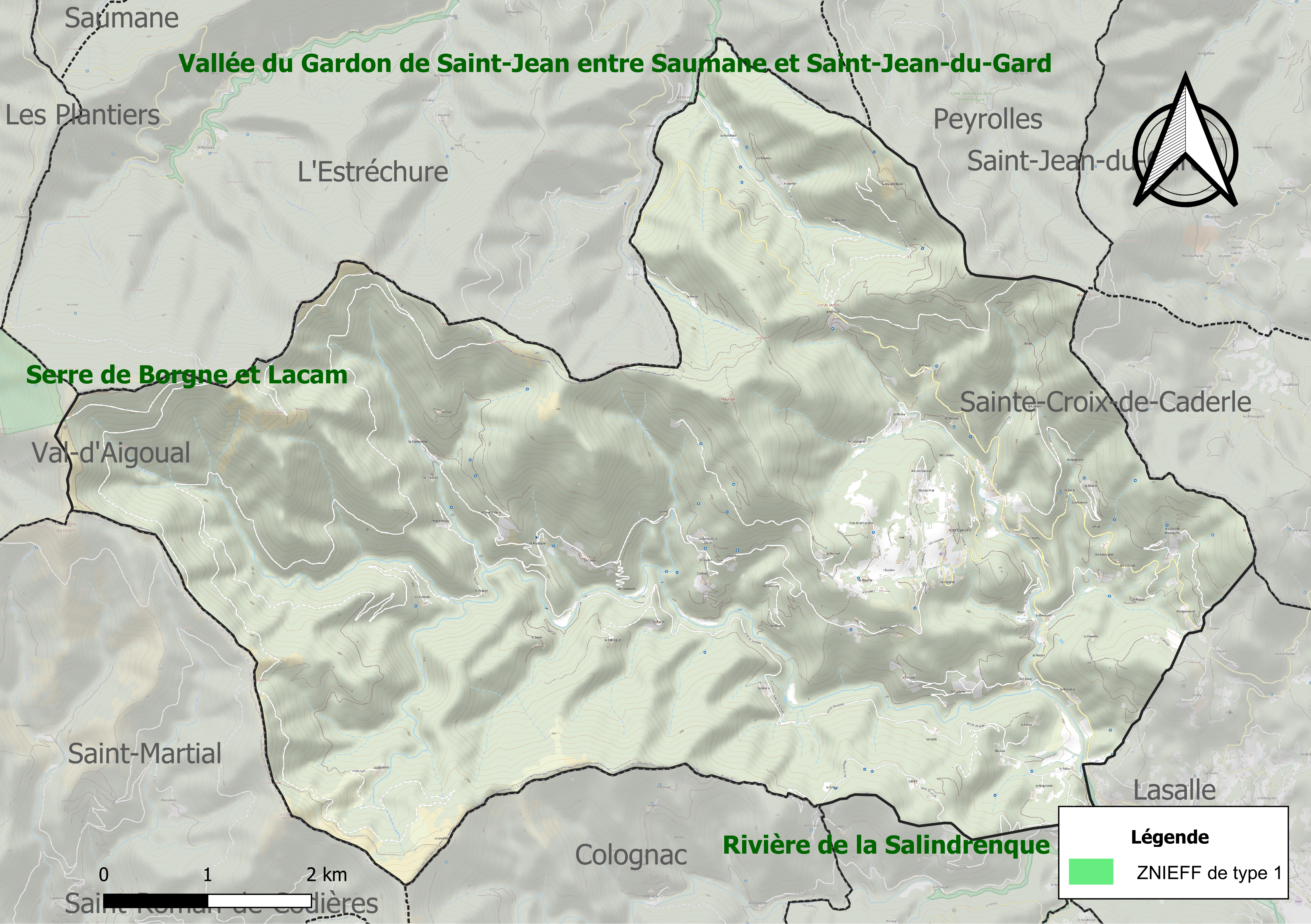
Carte des ZNIEFF de type 1 sur la commune.
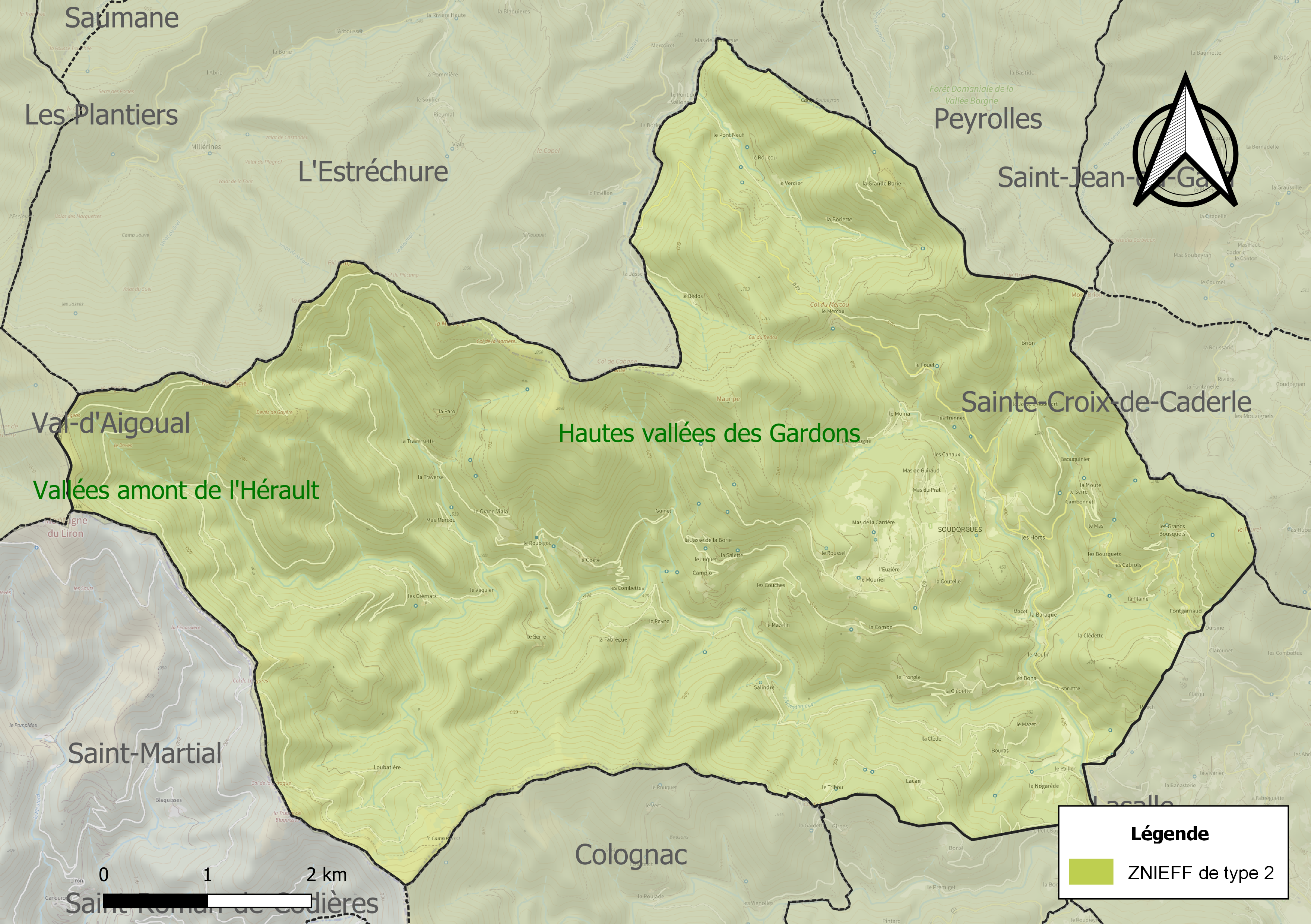
Carte de la ZNIEFF de type 2 sur la commune.

## Urbanisme

### Typologie
Au 1er janvier 2024, Soudorgues est catégorisée commune rurale à habitat dispersé, selon la nouvelle grille communale de densité à sept niveaux définie par l'Insee en 2022.
Elle est située hors unité urbaine et hors attraction des villes,.

### Occupation des sols
L'occupation des sols de la commune, telle qu'elle ressort de la base de données européenne d’occupation biophysique des sols Corine Land Cover (CLC), est marquée par l'importance des forêts et milieux semi-naturels (96,1 % en 2018), une proportion identique à celle de 1990 (96,1 %). La répartition détaillée en 2018 est la suivante : 
forêts (90,3 %), milieux à végétation arbustive et/ou herbacée (5,8 %), zones agricoles hétérogènes (3,9 %). L'évolution de l’occupation des sols de la commune et de ses infrastructures peut être observée sur les différentes représentations cartographiques du territoire : la carte de Cassini (XVIIIe siècle), la carte d'état-major (1820-1866) et les cartes ou photos aériennes de l'IGN pour la période actuelle (1950 à aujourd'hui).

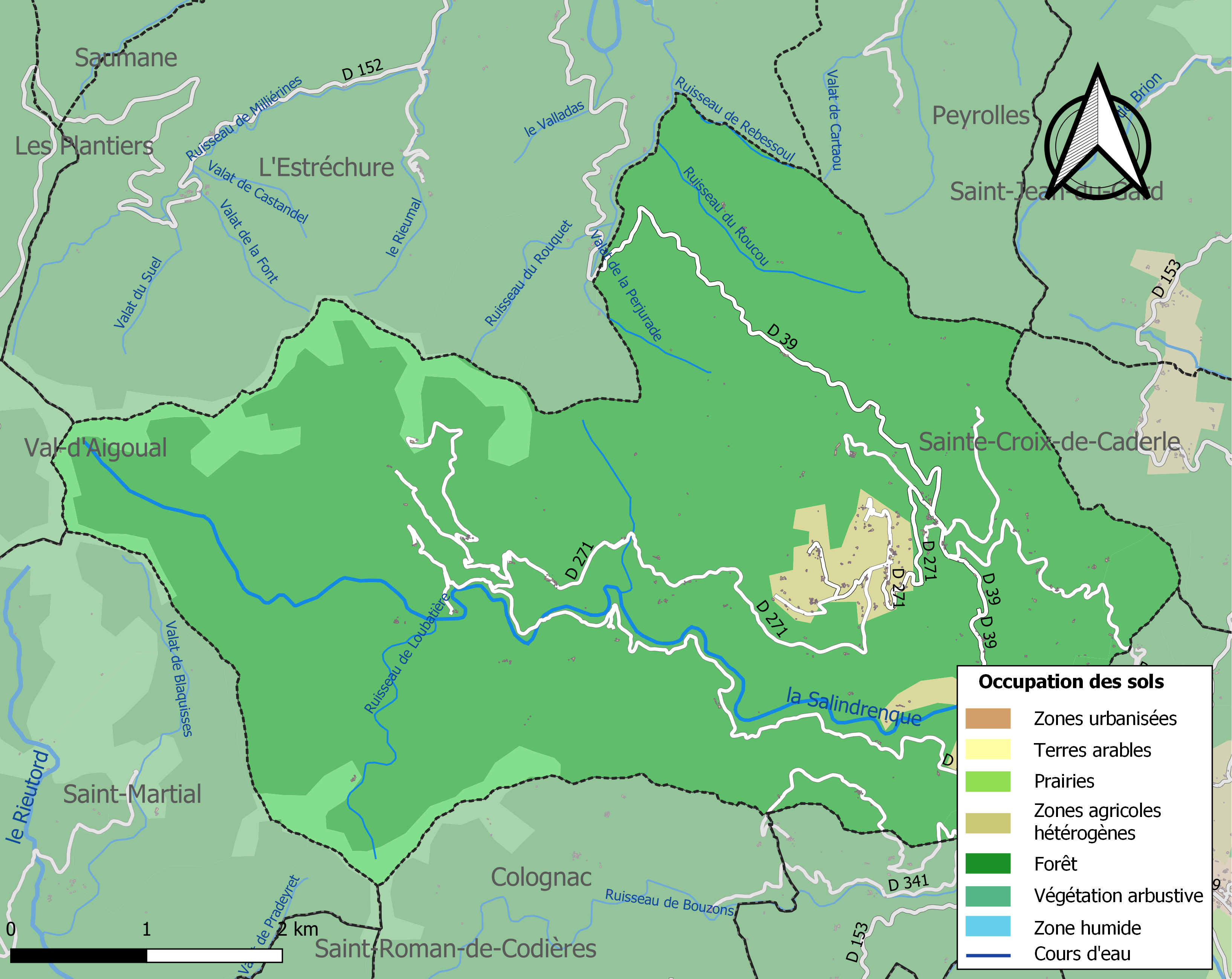
Carte des infrastructures et de l'occupation des sols de la commune en 2018 (CLC).

### Risques majeurs
Le territoire de la commune de Soudorgues est vulnérable à différents aléas naturels : météorologiques (tempête, orage, neige, grand froid, canicule ou sécheresse), inondations, feux de forêts, mouvements de terrains et séisme (sismicité faible). Il est également exposé à un risque particulier : le risque de radon. Un site publié par le BRGM permet d'évaluer simplement et rapidement les risques d'un bien localisé soit par son adresse soit par le numéro de sa parcelle.

#### Risques naturels
Certaines parties du territoire communal sont susceptibles d’être affectées par le risque d’inondation par débordement de cours d'eau et par une crue torrentielle ou à montée rapide de cours d'eau, notamment la Salindrenque. La commune a été reconnue en état de catastrophe naturelle au titre des dommages causés par les inondations et coulées de boue survenues en 1982, 1994, 1995, 2002 et 2015,.

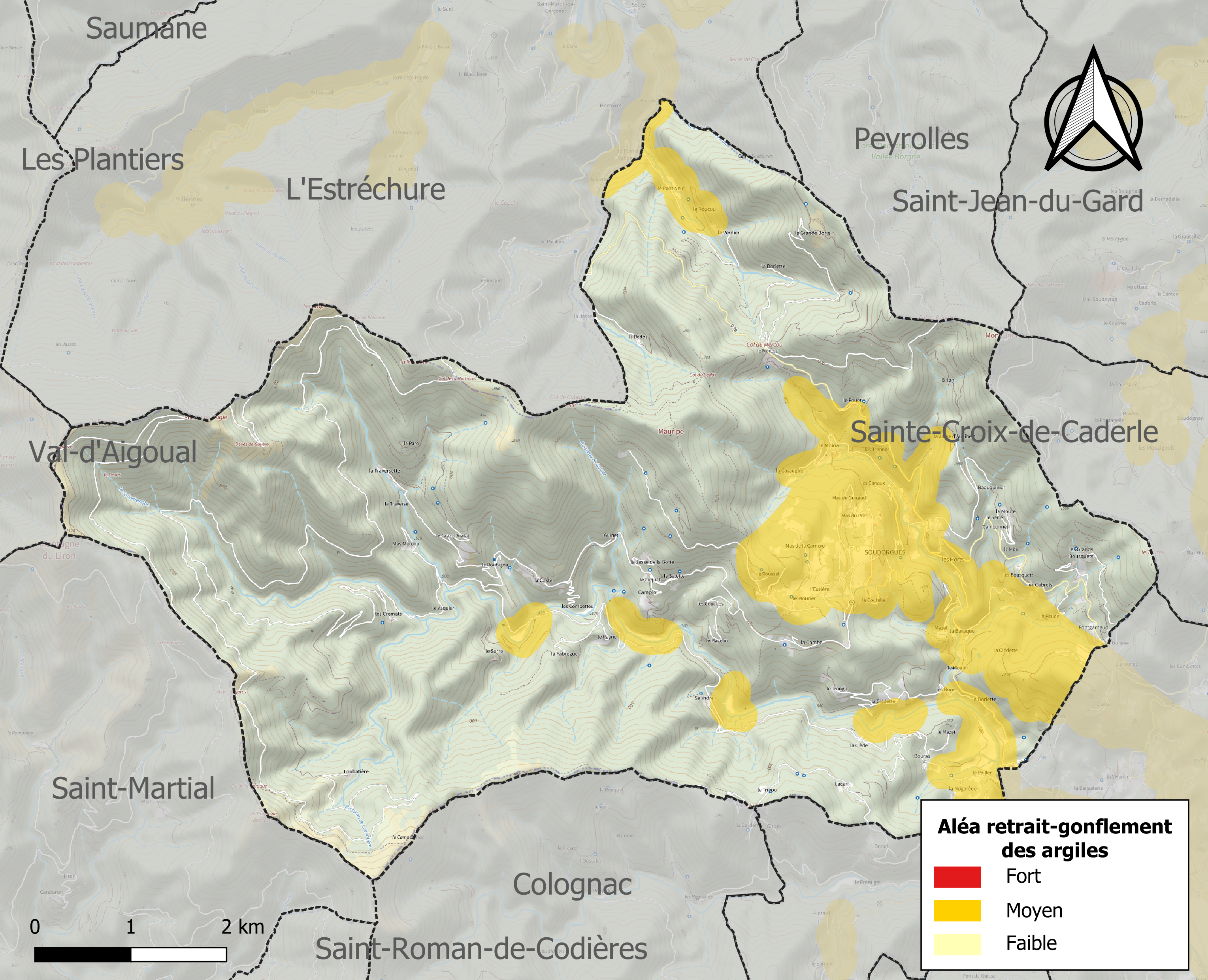
Carte des zones d'aléa retrait-gonflement des sols argileux de Soudorgues.

La commune est vulnérable au risque de mouvements de terrains constitué principalement du retrait-gonflement des sols argileux. Cet aléa est susceptible d'engendrer des dommages importants aux bâtiments en cas d’alternance de périodes de sécheresse et de pluie. 16,3 % de la superficie communale est en aléa moyen ou fort (67,5 % au niveau départemental et 48,5 % au niveau national). Sur les 225 bâtiments dénombrés sur la commune en 2019, 144 sont en aléa moyen ou fort, soit 64 %, à comparer aux 90 % au niveau départemental et 54 % au niveau national. Une cartographie de l'exposition du territoire national au retrait gonflement des sols argileux est disponible sur le site du BRGM,.
Par ailleurs, afin de mieux appréhender le risque d’affaissement de terrain, l'inventaire national des cavités souterraines permet de localiser celles situées sur la commune.

#### Risque particulier
Dans plusieurs parties du territoire national, le radon, accumulé dans certains logements ou autres locaux, peut constituer une source significative d’exposition de la population aux rayonnements ionisants. Certaines communes du département sont concernées par le risque radon à un niveau plus ou moins élevé. Selon la classification de 2018, la commune de Soudorgues est classée en zone 3, à savoir zone à potentiel radon significatif.

## Politique et administration
| Période                                  | Période   | Identité              | Étiquette | Qualité |
| ---------------------------------------- | --------- | --------------------- | --------- | ------- |
| juin 1995                                | mars 2001 | Claude Corbier        |           |         |
| mars 2001                                | mai 2015  | Christian Pibarot     | PCF       |         |
| mai 2015                                 | juin 2018 | Claude Milan          |           |         |
| juin 2018                                | En cours  | Bertrand Van Peteghem | UPR       |         |
| Les données manquantes sont à compléter. |           |                       |           |         |

## Démographie
L'évolution du nombre d'habitants est connue à travers les recensements de la population effectués dans la commune depuis 1793. Pour les communes de moins de 10 000 habitants, une enquête de recensement portant sur toute la population est réalisée tous les cinq ans, les populations de référence des années intermédiaires étant quant à elles estimées par interpolation ou extrapolation. Pour la commune, le premier recensement exhaustif entrant dans le cadre du nouveau dispositif a été réalisé en 2007.

En 2022, la commune comptait 268 habitants, en évolution de −4,63 % par rapport à 2016 (Gard : +2,97 %, France hors Mayotte : +2,11 %).
| 1793 | 1800 | 1806 | 1821 | 1831 | 1836 | 1841 | 1846 | 1851 |
| ---- | ---- | ---- | ---- | ---- | ---- | ---- | ---- | ---- |
| 829  | 798  | 866  | 880  | 845  | 857  | 804  | 842  | 854  |

| 1856 | 1861 | 1866 | 1872 | 1876 | 1881 | 1886 | 1891 | 1896 |
| ---- | ---- | ---- | ---- | ---- | ---- | ---- | ---- | ---- |
| 804  | 772  | 710  | 697  | 704  | 692  | 660  | 652  | 631  |

| 1901 | 1906 | 1911 | 1921 | 1926 | 1931 | 1936 | 1946 | 1954 |
| ---- | ---- | ---- | ---- | ---- | ---- | ---- | ---- | ---- |
| 603  | 602  | 605  | 491  | 505  | 489  | 394  | 359  | 277  |

| 1962 | 1968 | 1975 | 1982 | 1990 | 1999 | 2006 | 2007 | 2012 |
| ---- | ---- | ---- | ---- | ---- | ---- | ---- | ---- | ---- |
| 223  | 170  | 187  | 185  | 199  | 231  | 266  | 271  | 292  |

| 2017 | 2022 | - | - | - | - | - | - | - |
| ---- | ---- | - | - | - | - | - | - | - |
| 275  | 268  | - | - | - | - | - | - | - |

## Économie

### Revenus
En 2018  (données Insee publiées en septembre 2021), la commune compte 129 ménages fiscaux, regroupant 272 personnes. La médiane du revenu disponible par unité de consommation est de 14 900 € (20 020 € dans le département).

### Emploi
|                | 2008   | 2013   | 2018   |
| -------------- | ------ | ------ | ------ |
| Commune        | 13,3 % | 11,1 % | 12,2 % |
| Département    | 10,6 % | 12 %   | 12 %   |
| France entière | 8,3 %  | 10 %   | 10 %   |

En 2018, la population âgée de 15 à 64 ans s'élève à 162 personnes, parmi lesquelles on compte 70,1 % d'actifs (57,9 % ayant un emploi et 12,2 % de chômeurs) et 29,9 % d'inactifs,. Depuis 2008, le taux de chômage communal (au sens du recensement) des 15-64 ans est supérieur à celui de la France et du département.
La commune est hors attraction des villes,. Elle compte 58 emplois en 2018, contre 59 en 2013 et 57 en 2008. Le nombre d'actifs ayant un emploi résidant dans la commune est de 96, soit un indicateur de concentration d'emploi de 60,9 % et un taux d'activité parmi les 15 ans ou plus de 48,8 %.
Sur ces 96 actifs de 15 ans ou plus ayant un emploi, 46 travaillent dans la commune, soit 49 % des habitants. Pour se rendre au travail, 76,3 % des habitants utilisent un véhicule personnel ou de fonction à quatre roues, 2,1 % les transports en commun, 11,3 % s'y rendent en deux-roues, à vélo ou à pied et 10,3 % n'ont pas besoin de transport (travail au domicile).

### Activités hors agriculture

#### Secteurs d'activités
48 établissements sont implantés  à Soudorgues au 31 décembre 2019. Le tableau ci-dessous en détaille le nombre par secteur d'activité et compare les ratios avec ceux du département,.
| Secteur d'activité                                                                                        | Commune | Commune | Département |
| Secteur d'activité                                                                                        | Nombre  | %       | %           |
| --- | ------- | ------- | ----------- |
| Ensemble                                                                                                  | 48      |         |             |
| Industrie manufacturière, industries extractives et autres                                                | 6       | 12,5 %  | (7,9 %)     |
| Construction                                                                                              | 7       | 14,6 %  | (15,5 %)    |
| Commerce de gros et de détail, transports, hébergement et restauration                                    | 5       | 10,4 %  | (30 %)      |
| Information et communication                                                                              | 2       | 4,2 %   | (2,2 %)     |
| Activités immobilières                                                                                    | 4       | 8,3 %   | (4,1 %)     |
| Activités spécialisées, scientifiques et techniques et activités de services administratifs et de soutien | 14      | 29,2 %  | (14,9 %)    |
| Administration publique, enseignement, santé humaine et action sociale                                    | 2       | 4,2 %   | (13,5 %)    |
| Autres activités de services                                                                              | 8       | 16,7 %  | (8,8 %)     |

Le secteur des activités spécialisées, scientifiques et techniques et des activités de services administratifs et de soutien est prépondérant sur la commune puisqu'il représente 29,2 % du nombre total d'établissements de la commune (14 sur les 48 entreprises implantées  à Soudorgues), contre 14,9 % au niveau départemental.

### Agriculture
|               | 1988 | 2000 | 2010 | 2020 |
| ------------- | ---- | ---- | ---- | ---- |
| Exploitations | 24   | 18   | 14   | 6    |
| SAU (ha)      | 199  | 346  | 22   | 342  |

La commune est dans les Cévennes, une petite région agricole occupant l'ouest du département du Gard. En 2020, l'orientation technico-économique de l'agriculture  sur la commune est l'élevage d'ovins ou de caprins. Six exploitations agricoles ayant leur siège dans la commune sont dénombrées lors du recensement agricole de 2020 (24 en 1988). La superficie agricole utilisée est de 342 ha,,.

### Tourisme
Soudorgues est traversée ou longée par trois sentiers de grande randonnée, dont les itinéraires parallèles joignent le mont Aigoual au bas-Rhône :
- le GR 6, sur la crête du Liron à l'ouest, depuis le col de l'Asclié en direction de Colognac et Anduze ;
- le GR 61, sur les crêtes nord, du Fageas au mont Brion par le col de Mercou, puis en direction de Saint-Jean-du-Gard ;
- le GR 63, qui se détache du GR 61 pour descendre vers le village et continuer vers Lasalle par la route.

La commune offre plusieurs gites d'étape ou de séjour pour les randonneurs et les estivants qui recherchent la tranquillité à l'écart de l'agitation de la côte méditerranéenne.

## Culture locale et patrimoine

### Lieux et monuments
- Église Notre-Dame de Soudorgues.
- Temple protestant de Soudorgues.

## Héraldique
| Blason de Soudorgues | Blason  | D'azur à la fleur de lys d'argent soutenue d'un croissant du même. |
| Blason de Soudorgues | Détails | Le statut officiel du blason reste à déterminer.                   |